# Michel Castenholt
Michel Castenholt (født 9. juli 1956) er en dansk skuespiller, instruktør og studievært.
Castenholt var i 1988 med til at stifte Teater Får302. Sidenhen har han vundet DM i teatersport.
I 1997 skabte han figuren Vera til programmet Børne 1’eren, hvor han optrådte som en bramfri kvinde. Figuren har optrådt med såvel i DR's børne-tv, heriblandt Rutsj, Lørdagshytten og programmet Vera, samt ved live-optrædener, men har ikke optrådt siden 2006. Dog oplever Castenholt stadig at få positive tilkendegivelser fra personer, der har set ham i Vera-rollen som barn.

## Filmografi
- Nattevagten (1994)
- Monas Verden (2001)
- Elsker dig for evigt (2002)
- Askepop - the movie (2003)
- Lotto (2006)

### Tv-serier
- Charlot og Charlotte (1996)

### Tv-programmer
- Rutsj (2002)

### Musikvideo
- Aben, Papegøjen og andre Børnesange (1998)